# Governatorato di al-Jawf
Al-Jawf (in arabo الجوف‎?) è un governatorato dello Yemen.

## Distretti
- Distretto di al-Ghayl
- Distretto di al-Ḥazm
- Distretto di al-Ḥumaydāt
- Distretto di al-Khalq
- Distretto di al-Maṣlub
- Distretto di al-Maṭamma
- Distretto di al-Matūn
- Distretto di al-Zāhir
- Distretto di Barṭ al-ʿAnān
- Distretto di Khabb wa l-Shaʿaf
- Distretto di Kharāb al-Marāshī
- Distretto di Rajūza